# Château de Lasserre (Gers)
Pour les articles homonymes, voir Château de Lasserre.
Le château de Lasserre est un château situé sur la commune de Béraut, dans l'Occitanie dans le Gers.

## Histoire
Le château de Lasserre inscrit au titre des monuments historiques par arrêté du 24 janvier 1927.
Il a été construit durant le XIVe siècle, avec des modifications importantes au XVIe siècle et XVIIIe siècle. 